# Maison-tour
 (décembre 2020).
Si vous disposez d'ouvrages ou d'articles de référence ou si vous connaissez des sites web de qualité traitant du thème abordé ici, merci de compléter l'article en donnant les références utiles à sa vérifiabilité et en les liant à la section « Notes et références ».

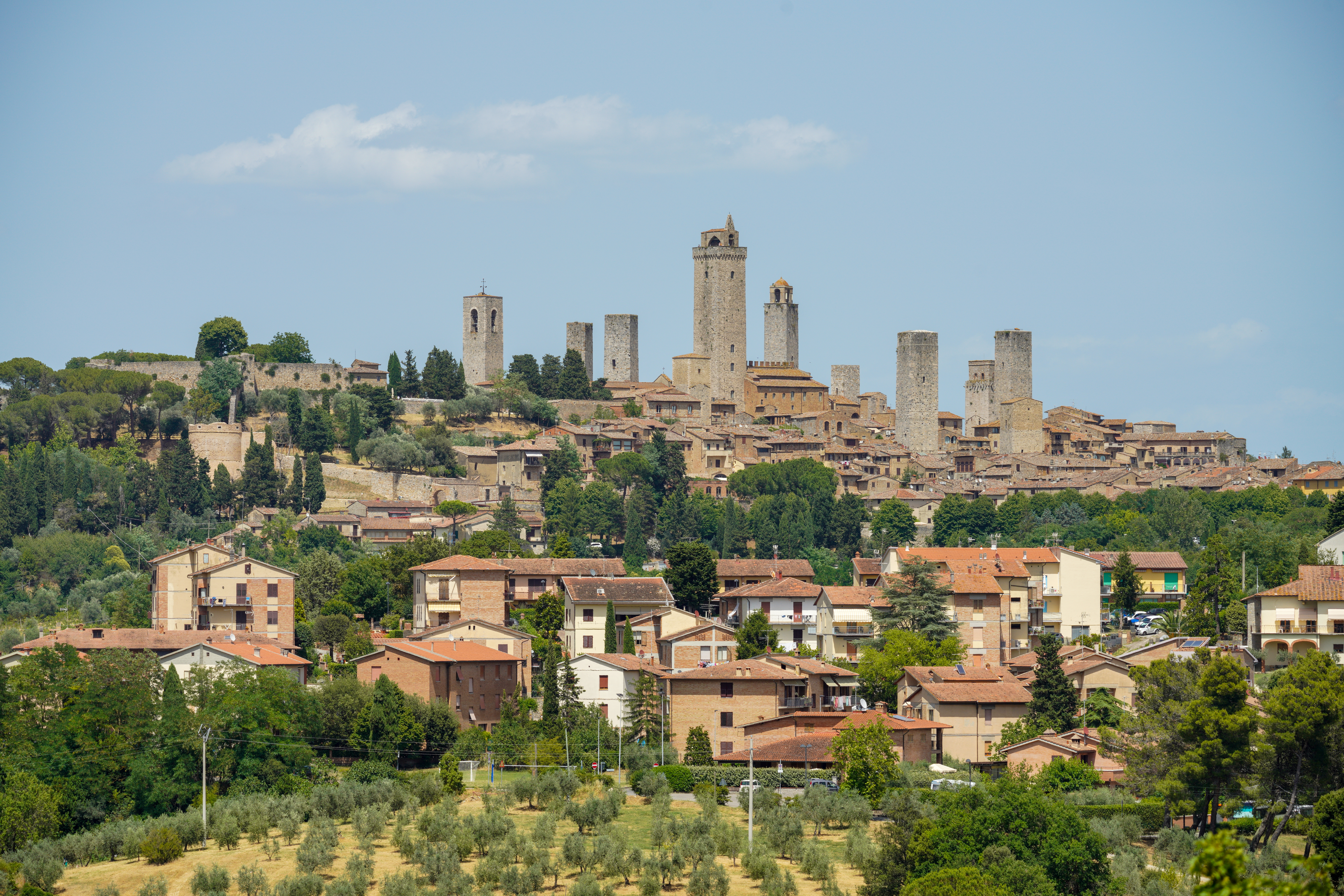
Tours de San Gimignano en Italie.

La maison-tour est un type d'habitat médiéval. Ces tours peuvent être trouvées en grand nombre dans les villes en Italie, où elles sont appelées Casatorre ou simplement Torre en Toscane. Elles forment aussi la base de nombreux châteaux d'Écosse, où l'on parle de tower-house. En Italie, elles étaient initialement fortifiées lors de leur apparition au Xe siècle puis elles perdirent leur rôle défensif, les attributs militaires symbolisant alors la puissance de leurs propriétaires. En Écosse au contraire, les châteaux sont fréquemment développés autour de la maison-tour, ajoutant donc de nombreux bâtiments et défenses.

## En Écosse et en Irlande
Une maison-tour est une structure en pierre construite à la fois pour se défendre et pour y habiter. Ces bâtiments étaient érigés dans les parties les plus sauvages des îles Britanniques, plus particulièrement en Écosse et en Irlande, à partir du haut Moyen Âge jusqu'au XVIIe siècle. On en trouve un grand nombre dans la région des Scottish Borders, où on considère au même titre les tours de guet (peel tower) et les bastle houses (sortes de fermes fortifiées). Certaines tours sont toujours intactes et habitées tandis que d'autres ne sont plus que des ruines.

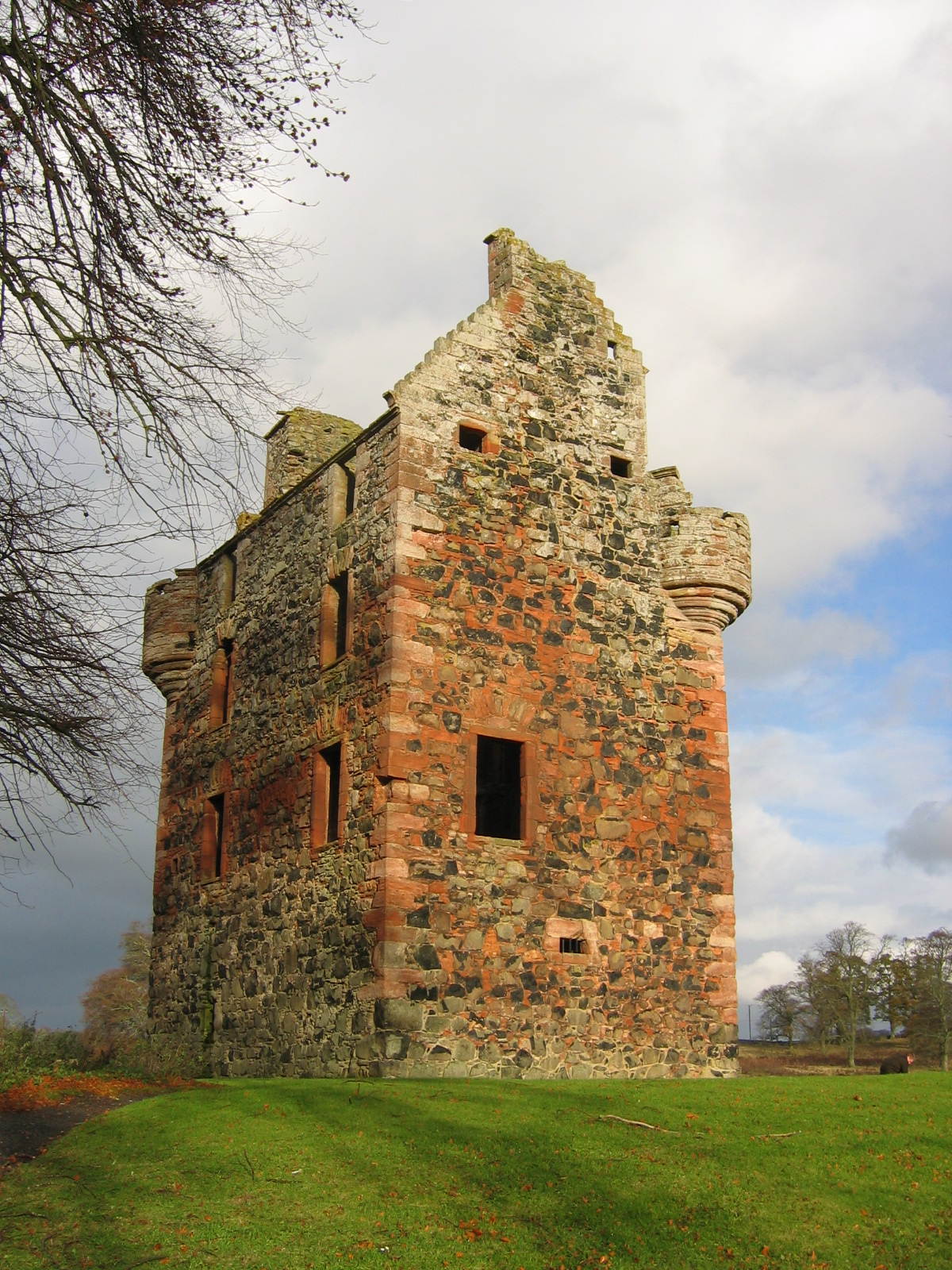
Tour de Greenknowe dans les Scottish Borders en Écosse.
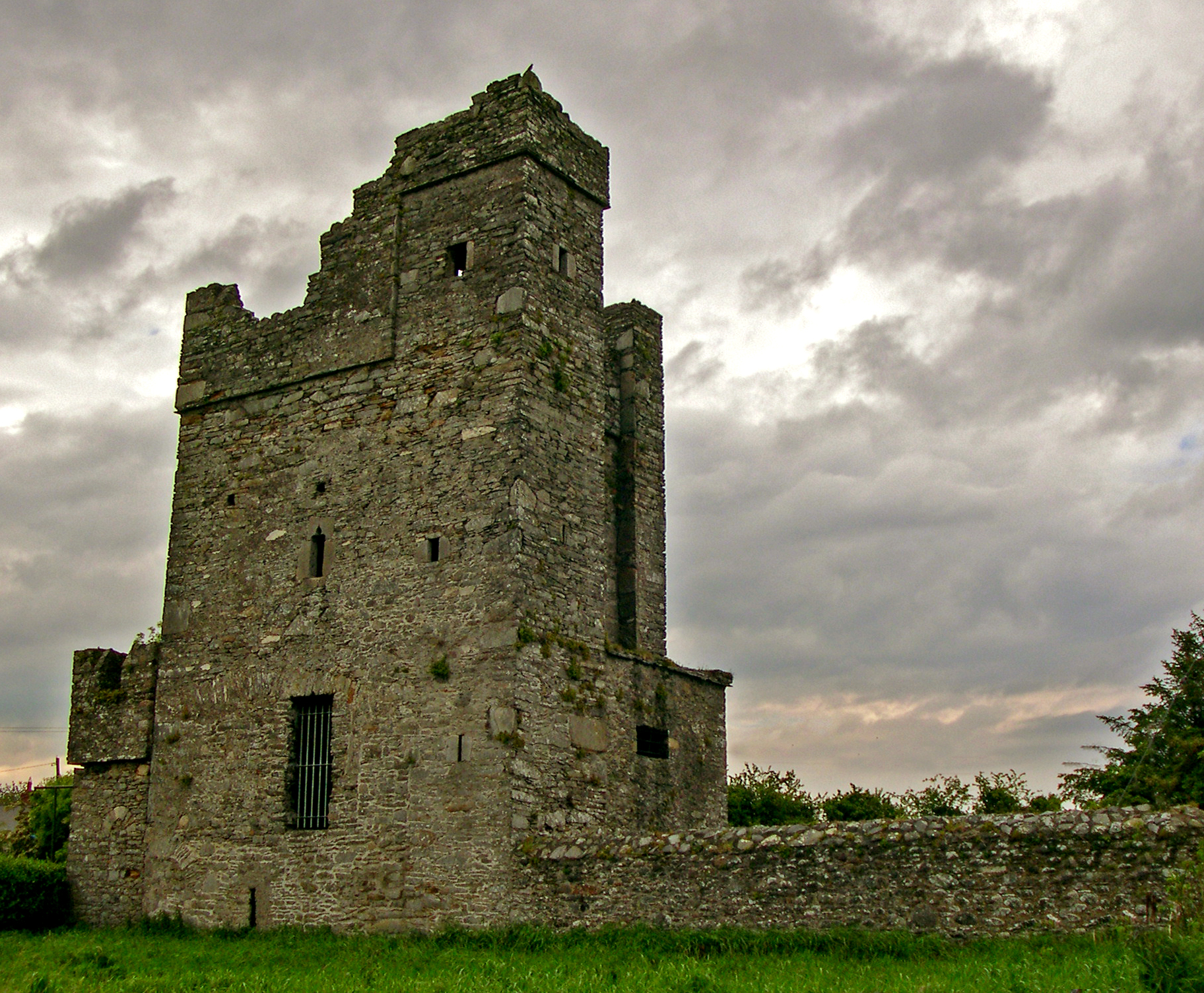
Château de Termonfekin en Irlande.
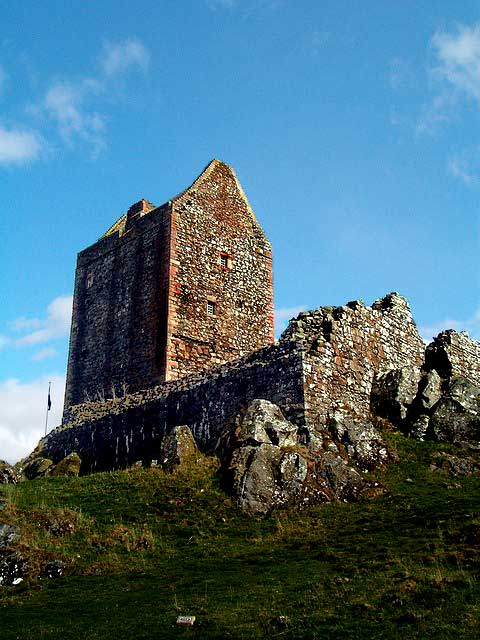
Tour de Smailholm dans les Scottish Borders en Écosse.
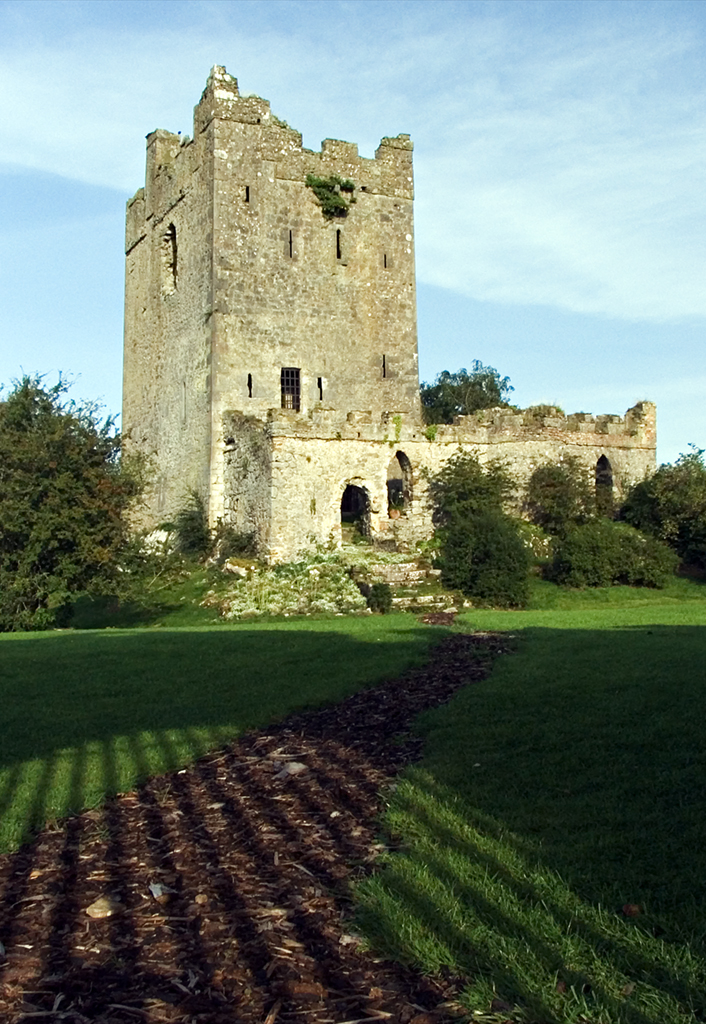
Château de Clonony en Irlande.
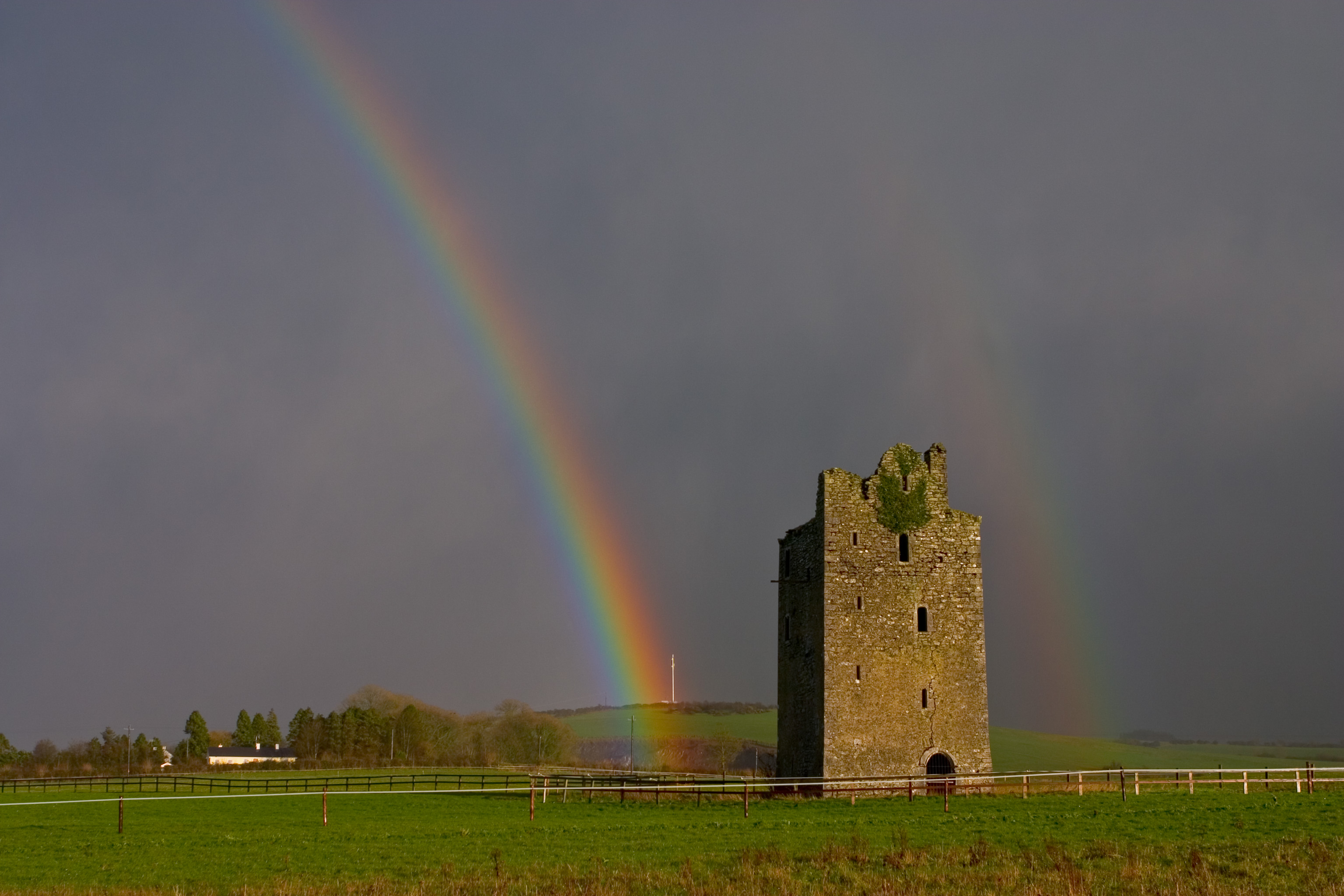
Maison-tour en Irlande.
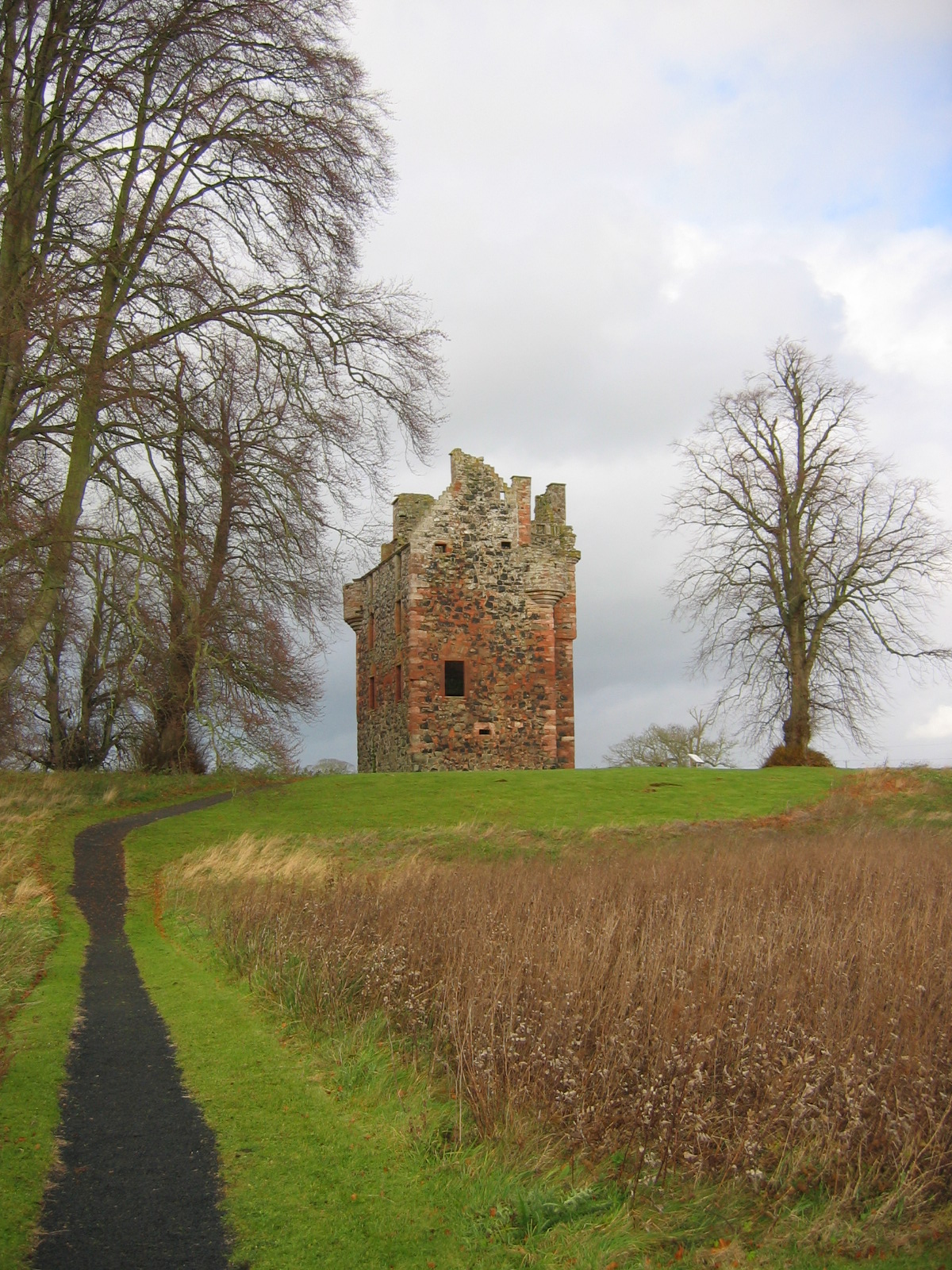
Tour de Greenknowe dans les Scottish Borders en Écosse.

## En Italie

### En Toscane

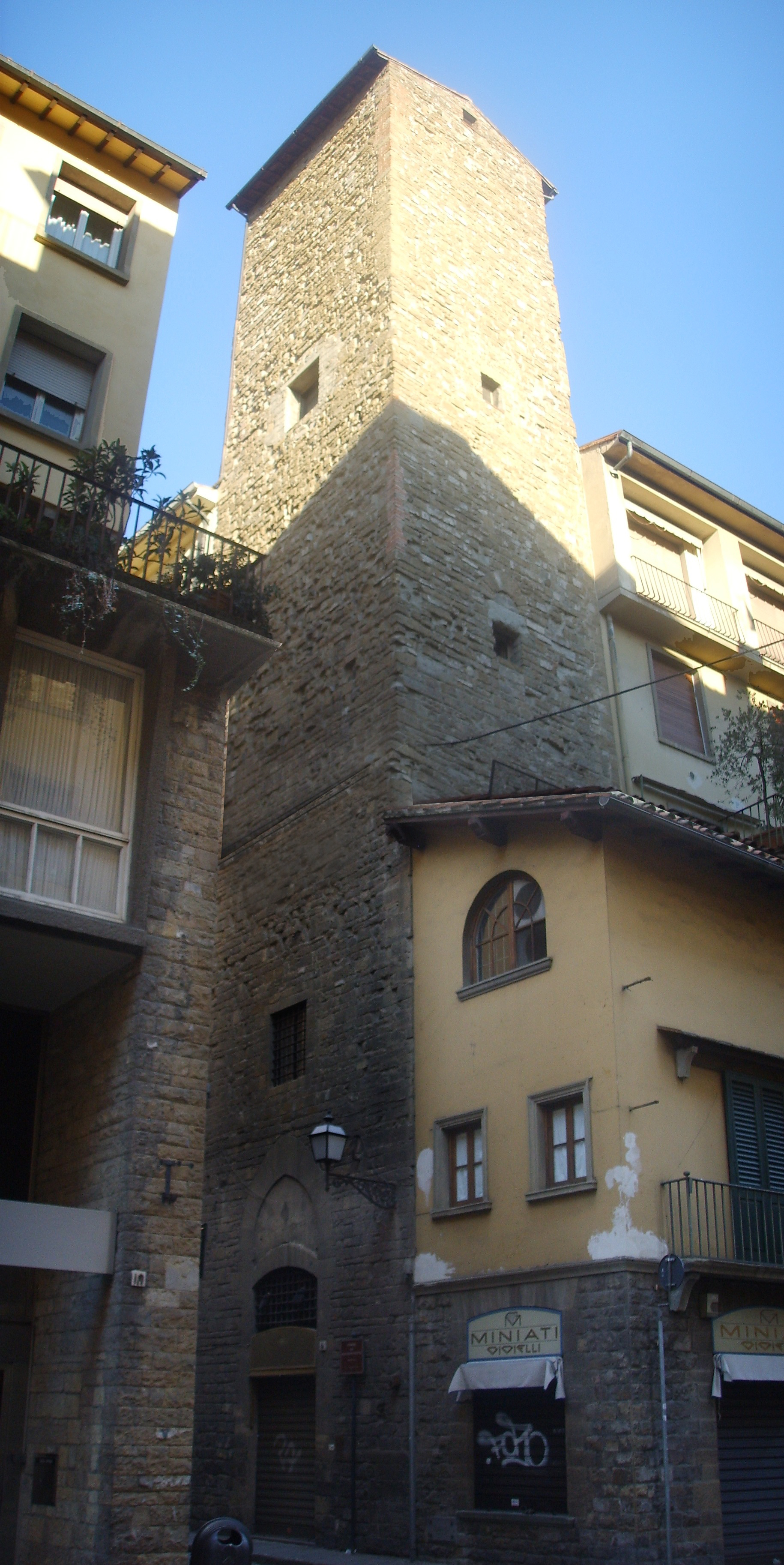
La maison-tour des Baldovinetti.

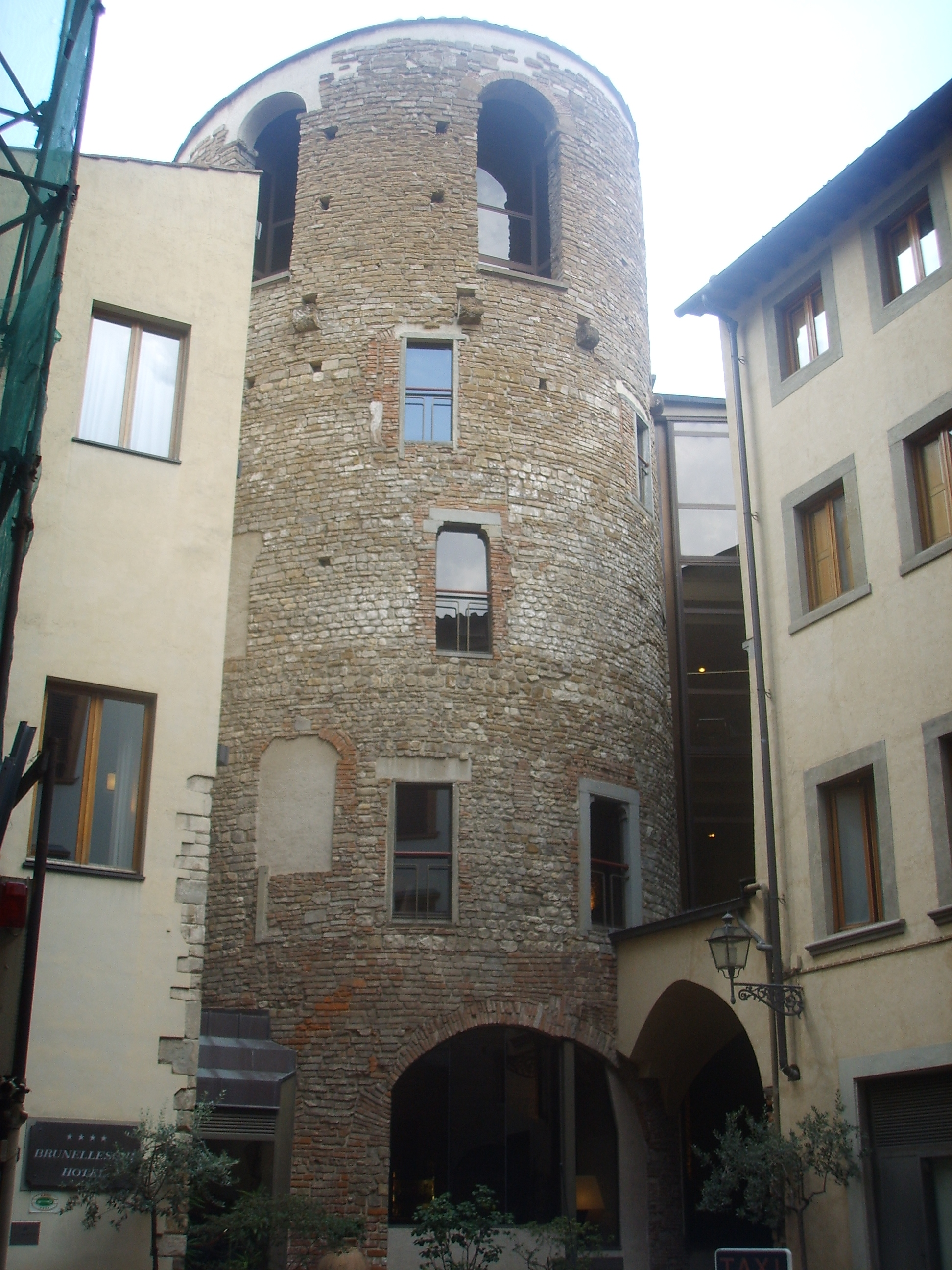
La maison-tour de la Pagliazza.

Un grand nombre de maisons-tours citadines peuvent être trouvées en Toscane ; dans les années 1200, on en trouvait par exemple 167 dans la seule ville de Florence. Initialement fortifiées dès leur apparition au Xe siècle, les maisons-tours perdent leur rôle défensif ; leurs attributs militaires symboliseront alors la puissance de leurs propriétaires principalement dans les principales métropoles : Lucques, Florence, Pise, Sienne, San Gimignano, Pérouse.

#### Tours à Florence
- Vingt-deux tours dans le quartier romain dont Torre degli Adimari, Torre degli Amidei, Torre dei Baldovinetti, Torre dei Buondelmonti, Torre della Castagna, Torre dei Ciacchi, etc.
- Six tours dans le quartier de Santa Croce : Torre degli Alberti, Torre dei Bagnesi, Torri di Corso Donati, Torre dei Filipetri, Torre dei Pazzi di Valdarno, Torri dei Peruzzi.
- Dix tours dans l'Oltrarno : Torre del Gallo, Torre degli Angiolieri, Torri dei Barbadori, Torre dei Belfredelli, Torre dei Lanfredini, Torre dei Mannelli, Torre dei Marsili, Torre dei Ramaglianti, Torre dei Rossi-Cerchi, Torre degli Ubriachi.

#### Tours à San Gimignano
- Torre Rognosa, 52 m
- Torre Grossa, 54 m
- Torri dei Salvucci, jumelles de 51 m
- Torri degli Ardinghelli
- Torre dei Becci
- Torre Chigi
- Torre dei Cugnanesi
- Torre del Diavolo
- Torre di palazzo Pellari

### En Ombrie

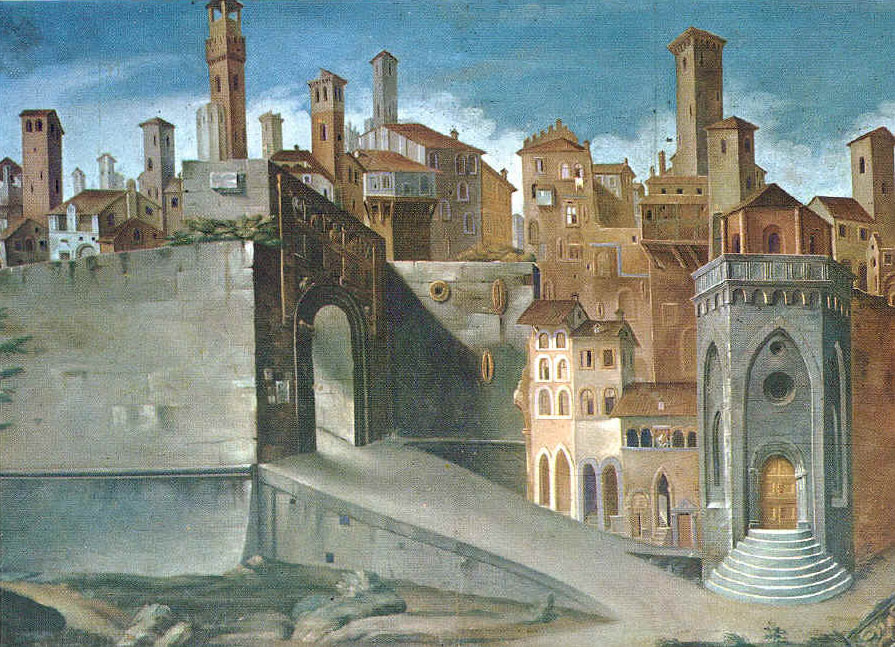
Pérouse : fresque de Sant Ercolano et San Ludovico (1454) par Benedetto Bonfigli.

- À Pérouse : sur la cinquantaine de tours attestées au XIIIe siècle et détruites en 1531 sur ordre du pape Paul III profitant d'une rébellion des Pérugins contre une  taxe papale, seule la Torre degli Sciri subsiste, un des sommets de la ville (42 m).

### À Pavie

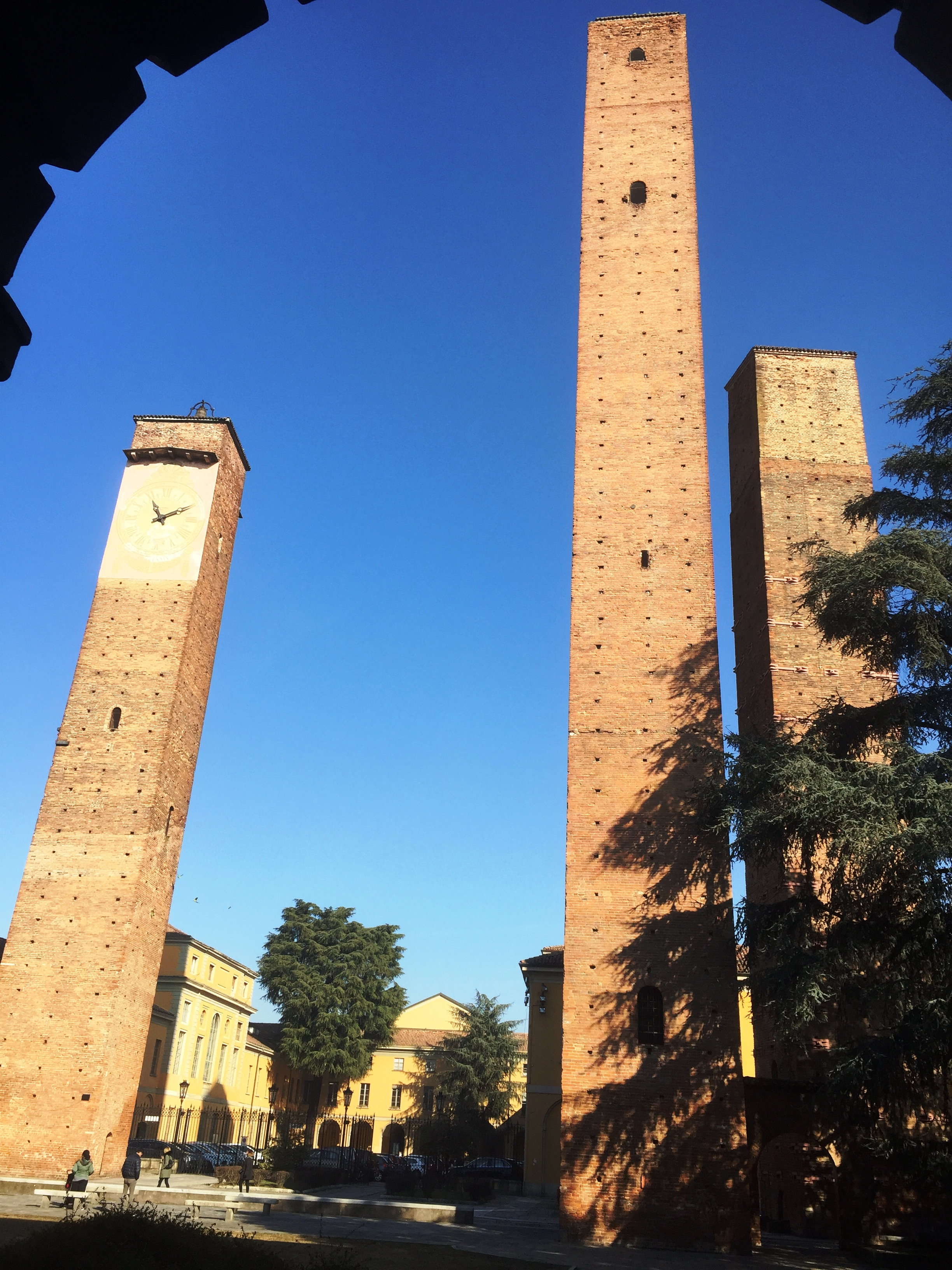
Pavie, tours de piazza Leonardo da Vinci.

La caractéristique du centre historique de Pavie est la présence de tours nobles médiévales qui survivent dans son tissu urbain, bien qu'elles aient été autrefois plus nombreuses, comme en témoigne la représentation de la ville du XVIe siècle peinte à fresque dans le basilique San Teodoro. Ils ont été pour la plupart construits entre le XIe et le XIIIe siècle lorsque la cité gibeline était au plus fort de son épanouissement roman. Les tours présentes à Pavie, sur la base de la documentation historique et iconographique, devaient être d'environ 65, dont environ 25 survivent.

## En Allemagne
- La Nassauer Haus à Nuremberg.
- Dreikönigenhaus, Frankenturm, Turm Jerusalem à Trèves

## En Géorgie
Le Nord de la Géorgie voit aussi l’élévation de maisons tours, à partir du VIIIe siècle de notre ère.

## Source
- (en) Cet article est partiellement ou en totalité issu de l’article de Wikipédia en anglais intitulé « Tower house » (voir la liste des auteurs).